# Listă de filme bazate pe Biblie
Aceasta este o listă de filme (inclusiv filme de televiziune) bazate pe Biblie  (Vechiul Testament și Noul Testament), prezentând personaje și întâmplări din Biblie sau, în linii mari, care se bazează pe revelațiile sau interpretările acesteia.
 

## Pre-monarhie
| - Exodus: Gods and Kings (Exodus: Zei și regi, 2014) - Moe and the Big Exit (VeggieTales: Moe and the Big Exit, 2007) - Moses (1995, serial TNT Biblia) - Moses the Lawgiver (Moise, legiuitorul, 1974) - Moses und Aron (1975) - The Prince of Egypt (Prințul Egiptului, 1998) - The Ten Commandments (Cele zece porunci, 1923) - The Ten Commandments (Cele zece porunci, 1956) - The Ten Commandments (Cele zece porunci, 2007) - The Ten Commandments: The Musical (Cele zece porunci: Muzicalul, 2006) - Duke and the Great Pie War (VeggieTales: Duke and the Great Pie War, 2005) - Gideon: Tuba Warrior (VeggieTales: Gideon Tuba Warrior, 2006) - Jephtah's Daughter: A Biblical Tragedy (1909) - Josh and the Big Wall (VeggieTales: Josh and the Big Wall!, 1997) - The Story of Ruth (1960) - The Book of Ruth: Journey of Faith (2009) - I grandi condottieri (Samson și Gideon, 1966) - Samson (1961) - Samson and Delilah (Samson și Dalila, 1996, serial TNT Biblia) - Samson and Delilah (Samson și Dalila, 1984) - Samson and Delilah (Samson și Dalila, 1949) - Samson and Delilah (Samson și Dalila, 1922) |

## Perioada Regilor
| - A Story of David (Povestea lui David, 1961) - The Chosen Prince (1917) - Dave and the Giant Pickle (VeggieTales: Dave and the Giant Pickle, 1996) - David (Biblia - David, 1997, serial TNT Biblia) - David and Bathsheba (1951) - David and Goliath (1960) - David and Goliath (2005, serial Liken 'Biblia) - David and Goliath ( 2015) - King David (Regele David, 1985) - King George and the Ducky (VeggieTales: King George and the Ducky, 2000) - Saul and David (Saul e David, 1964) - The Story of David (Povestea lui David, 1976) - Haring Solomon at Reyna Sheba (1952) (Filipine) - La Regina di Saba (1952) (Italia) - The Queen of Sheba (1921) (Statele Unite) - Solomon (Biblia - Solomon, 1997, serial TNT Biblia) - Solomon & Sheba (1995) (TV) (Statele Unite) - Solomon and Sheba (Solomon și regina din Saba, 1959) - The Kingdom of Solomon (Regatul lui Solomon, Molke Soleiman, 2010) (Iran) - Blast and Whisper: Elijah's Story ( 2010) - Jeremiah (1998, serial TNT Biblia) - Jonah: A VeggieTales Movie (2002) - Sins of Jezebel (1953) | - Cartea lui Daniel (2013) - Daniel and the Lions (2006, serial Liken Biblia) - Esther (1996, serial TNT Biblia) - Esther... The Girl Who Became Queen (2000) - Esther and the King (1960) - Esther and the King (2006, serial Liken Biblia) - One Night with the King (2006) - The Book of Esther (2013) - Rack, Shack, and Benny (1995) - Slaves of Babylon (1953) |

## Noul Testament
| Engleză - The Birth, Life and Death of Christ (Alice Guy, 1906, Franța, 33 min.) - Color of the Cross (2006) (Statele Unite) - The First Christmas (Primul Crăciun, parte a serialului Liken Biblia) (2006) (Statele Unite) - From the Manger to the Cross (1912) (Statele Unite) - Godspell (1973) (Statele Unite) - Gospel of John (Evanghelia după Ioan, 2003) (Canada/Regatul Unit) - Gospel Road: A Story of Jesus (1973) (Statele Unite) - The Greatest Story Ever Told (Viața lui Iisus, 1965) (Statele Unite) - Intolerance (1916) (Statele Unite) - Jesus (Iisus, 1979) (Statele Unite) - Jesus (Iisus, 1999, TV) (Statele Unite) - Jesus Christ Superstar (1973) (Regatul Unit) - Jesus of Nazareth (miniserial TV din 1977) (Italia) (Regatul Unit) - The Judas Project (1990) (Statele Unite) - The King of Kings (1927) (Statele Unite) - King of Kings (1961) (Statele Unite) - The Last Temptation of Christ (film) (1988) (Statele Unite) - Mary, Mother of Jesus (1999, TV) (Statele Unite) - The Miracle Maker (2000) (Regatul Unit) - Misterul înălțării (2016, SUA) - The Nativity (1978, TV) - The Nativity (miniserial TV din 2010) (Regatul Unit) - The Nativity Story (2006) (Statele Unite) - The New Media Bible: The Gospel According to St. Luke (1979) (Statele Unite) - The Passion (miniserial TV din 2008) (Regatul Unit) - The Passion of the Christ (2004) (Statele Unite) (în ebraică și latină) - Passion Play (1903) (Statele Unite) - The Passover Plot (1976) (Statele Unite) - The Road to Emmaus (2009) (Statele Unite) - The Son of Man (2005) (Africa de Sud) - Son of God (2014) (Statele Unite) - Wednesday Play: Son of Man (1969) (Regatul Unit) - The Visual Bible: Matthew (1997) (Africa de Sud) Spaniolă - El Beso de Judas (1953) (Spania) - Jesús de Nazareth (1942) (Mexic) - Jesús, el niño Dios (1969) (Mexic) - Jesús, María y José (1969) (Mexic) - Jesús, nuestro Señor (1970) (Mexic) - María Magdalena: Pecadora de Magdala (1945) (Mexic) - El Mártir del Calvario (1952) (Mexic) - El Proceso de Cristo (1965) (Mexic) - El Redentor (1957) (Spania) - Reina de reinas: La Virgen María (1945) (Mexic) - La Vida de Nuestro Señor Jesucristo (1986) (Mexic) Italiană - Christus (1916) [Italia] - Il vangelo secondo Matteo (1964) (Italia) - L'inchiesta (2006) (Italia) - The Messiah (1975) (Italia) Germană - I.N.R.I. (film) (1923) (Germania) - Jesus – der Film (1986) (Germania) Franceză - Golgotha (1935) (France) - Vie et Passion du Christ (1905) (Franța) Filipineză - Kristo (1996) (Filipine) | - Erode il Grande (1959) (Italia) - Salome (1908) (Statele Unite) - Salome (1910) (Italia) - Salome (1918) (Statele Unite) - Salome (1923) (Statele Unite) - Salome (1953) (Statele Unite) - Salome (1972) (Italia) - Salome (1978) (Spania) - Salome's Last Dance (1988) (Regatul Unit) - Salome (2002) (Spania) - Salome (2007) (Statele Unite) - Blade af Satans bog (1920) (Danemarca) - El beso de Judas (1954) (Spania) - Judas (2004) (Statele Unite) - Neither Are We Enemies (1970-TV) (Statele Unite) - Give Us Barabbas (1961-TV) (Statele Unite) - Barabbas (1953) (Suedia) - Barabbas (1961) - Barabbas (1964) (Belgium) - Barabbas (2012 - TV) (Statele Unite) - Apostle Peter and the Last Supper 2012 Statele Unite - St. Peter (2005-TV) - Peter and Paul (1981-TV) - ["Paul the Apostle"] (2000) - The Emissary (1997) (Statele Unite) - The Visual Bible: Acts of the Apostles Statele Unite - A.D. (1985 minserial) - Stephen's Test of Faith (1998) (Statele Unite) - A Distant Thunder (1978) - Apocalypse, 1998 - Apocalypse II: Revelation, 1999 - Apocalypse III: Tribulation, 1999 - Apocalypse IV: Judgment, 2001 - Apocalypse (2004) - A Thief in the Night (1972) - Early Warning (1981) - Gone (2002) - Image of the Beast (1980) - The Late, Great Planet Earth (1979) - Left Behind: The Movie (2000) (V) - Left Behind II: Tribulation Force (2002) (V) - Left Behind: World at War (2005) - Megiddo: The Omega Code 2 (2001) - The Moment After (1999) - The Moment After 2 (2006) - The Omega Code (1999) - The Poor Ones in the Paradise (2005) - The Prodigal Planet (1983) - The Seventh Sign (1988) - Six: The Mark Unleashed (2004) - Years of the Beast (1981) - Left Behind (2014) |

## Diverse
- Judith of Bethulia (1914)
- Carman Yo Kidz! The Vidz (1994)
- The Bible (TV serial) (2013)
- A.D.: The Bible Continues (2015)

## Interpolări fictive

### Ben-Hur
- Ben Hur (scurtmetraj din 1907) (Statele Unite)
- Ben-Hur (1925) (Statele Unite)
- Ben-Hur (1959) (Statele Unite)
- Ben Hur (2003) (Statele Unite)
- Ben Hur (2010) (Statele Unite)
- Ben Hur (2016) (Statele Unite)

### Creștinismul timpuriu
- Demetrius and the Gladiators (1954)
- Quo Vadis? (1901) (France)
- Quo Vadis? (1910) (France)
- Quo Vadis? (1912) (Italy)
- Quo Vadis? (1924) (Germany)
- Quo Vadis? (1951)
- Quo Vadis? (1985 TV mini-serial) (Italy)
- Quo Vadis? (2001) (Poland)
- The Robe (1953)
- The Sign of the Cross (1914) (Statele Unite)
- The Sign of the Cross (1932) (Statele Unite)
- The Silver Chalice (1954)

## Filme viitoare
- The Encounter II: Lost Paradise (Statele Unite)
- Jesus... No Greater Love (Statele Unite)

## Vezi și
- Biblia în film
- Listă de actori care l-au portretizat pe Iisus
- Cartea Cărților